# Añelo (kommunhuvudort i Argentina)
Añelo är en kommunhuvudort i Argentina.   Den ligger i provinsen Neuquén, i den sydvästra delen av landet, 1 000 kilometer väster om huvudstaden Buenos Aires. Añelo ligger 403 meter över havet och antalet invånare är 1 742.
Terrängen runt Añelo är huvudsakligen platt, men åt sydväst är den kuperad. Añelo ligger nere i en dal. Runt Añelo är det ganska glesbefolkat, med 50 invånare per kvadratkilometer..
Omgivningarna runt Añelo är i huvudsak ett öppet busklandskap.